# Леськівська волость
Ле́ськівська во́лость — адміністративно-територіальна одиниця (волость) в складі Черкаського повіту Російської імперії, пізніше СРСР, до 1923 року. Центром волості було село Леськи.
Станом на 1900 рік складалася з 3 сіл. Населення становило 13 189 осіб (6846 чоловіків та 6973 жінки).
Послення волості:
- Змагайлівка, 2189 осіб, 411 дворів, православна церква, церковно-парафіяльна школа, 2 торгових лавки, 7 водяних лмниів, 9 вітряків, кузня.
- Леськи, 8094 особи, 1160 дворів, 2 православних церкви, однокласна міністерська школа, церковно-парафіяльна школа, 2 школи грамоти, приймальний покій, фельдшер, базари по середах через 2 тижні.
- Цісарська Слобода, 3536 осіб, 754 двори, православна церква, церковно-парафіяльна школа, школа грамоти, 4 торвгових лавок, 25 водяних млинів, 16 вітряків, 4 кузні, 3 цегельних хзаводи, паровий млин.

1923 року волость увійшла до складу новоствореного Леськівського району, а 1924 року район вже увійшов до складу Черкаського району..